# Ithomia negrita
Ithomia negrita är en fjärilsart som beskrevs av Tryon Reakirt 1865. Ithomia negrita ingår i släktet Ithomia och familjen praktfjärilar. Inga underarter finns listade i Catalogue of Life.